# Brachysybra
Brachysybra is een kevergeslacht uit de familie van de boktorren (Cerambycidae). De wetenschappelijke naam van het geslacht werd voor het eerst geldig gepubliceerd in 1940 door Breuning.

## Soorten
Brachysybra omvat de volgende soorten:
- Brachysybra elliptica Breuning, 1940
- Brachysybra unicolor Breuning, 1957